# Juniors freier Tag
Juniors freier Tag (Originaltitel: Baby’s Day Out) ist eine US-amerikanische Filmkomödie aus dem Jahr 1994. Sie wurde produziert von John Hughes, der schon bei Kevin allein zu Haus Produzent war. Patrick Read Johnson führte Regie.

## Handlung
Der neun Monate alte Bennington August Cotwell IV. alias „Baby Bink“ (Adam Worton und Jacob Joseph Worton) ist der ganze Stolz seiner Eltern Laraine (Lara Flynn Boyle) und Bennington Cotwell (Matthew Glave) und des Hausmädchens Gilbertine (Cynthia Nixon). Eigentlich wollen sie den süßen Fratz auch nur fotografieren lassen. Doch die drei Verbrecher Eddie (Joe Mantegna), Norby (Joe Pantoliano) und Veeko (Brian Haley) planen, den Kleinen zu entführen und verkleiden sich als Fotografen.
Alles läuft nach Plan, bis Norby, der auf Baby Bink aufpassen sollte, beim Vorlesen von Baby Binks geliebtem Buch einschläft und Baby Bink aus dem Fenster krabbelt. Die Gangster nehmen die Verfolgung auf, und es beginnt eine verrückte Verfolgungsjagd quer durch Chicago. Während der Verfolgungsjagd besucht Baby Bink all die Orte, die auch in seinem Buch auftauchen – den blauen Bus, den Zoo, die Baustelle usw. Doch so sehr sich die Gangster auch anstrengen, sie schaffen es nicht, Baby Bink zu schnappen.
Zum Schluss finden Baby Binks Eltern, das Hausmädchen und FBI-Agent Dale Grissom (Fred Dalton Thompson) Baby Bink in einem Altersheim beim Veteranen Hughes. Außerdem werden Eddie, Norby und Veeko verhaftet, während Eddie auf Aufforderung von Grissom Baby Binks Buch, das noch dort war, aus dem Fenster wirft.

## Darsteller
- Baby Bink wurde von den noch kein Jahr alten Zwillingen Adam Robert Worton und Jacob Joseph Worton gespielt.
- Der Schauspieler Eddie Bracken hatte im Film einen Cameo-Auftritt als Ex-Veteran Hughes, der Baby Bink zu seinen Eltern bringt.

## Synchronisation
Die deutsche Synchronisation übernahm die Berliner Interopa Film GmbH nach einem Dialogbuch und unter der Dialogregie von Jürgen Neu.
| Darsteller           | Sprecher              | Rolle                  |
| -------------------- | --------------------- | ---------------------- |
| Joe Mantegna         | Lutz Mackensy         | Eddie                  |
| Lara Flynn Boyle     | Sabine Jaeger         | Laraine Cotwell        |
| Joe Pantoliano       | Eberhard Prüter       | Norby                  |
| Matthew Glave        | Uwe Büschken          | Bennington Cotwell     |
| Neil Flynn           | Tim Moeseritz         | Cop #1                 |
| Fred Dalton Thompson | Hans-Werner Bussinger | FBI-Agent Dale Grissom |
| Mike Starr           | Gerd Holtenau         | gieriger Mann          |
| Cynthia Nixon        | Judith Brandt         | Gilbertine             |
| Anna Thomson         | Andrea Loewig         | Mrs. McCray            |
| Jennifer Say Gan     | Daniela Thuar         | Ronnie Lee             |
| Brian Haley          | Tobias Meister        | Veeko                  |
| Dan Frick            | Tom Deininger         | Carl, der Busfahrer    |

## Kritiken
James Berardinelli schrieb auf ReelViews, der Film beinhalte „nicht ein Fünkchen an intellektuellem Humor“. Seiner Meinung nach habe John Hughes seit dem Erfolg von Kevin – Allein zu Haus keinen originellen Film mehr geschaffen.
Auch Roger Ebert verglich den Film in der Chicago Sun-Times vom 1. Juli 1994 mit Kevin – Allein zu Haus. Wie bereits in jener Komödie kritisierte Ebert auch hier, dass der von Zeichentrickfilmen inspirierte Humor in einem Realfilm einfach nicht funktionieren würde.

„Ein unambitionierter, gleichwohl sorgfältig produzierter Familienfilm, der mit vorhersehbarer Handlung und biederen Gags dennoch ein bemerkenswertes Maß an Unterhaltsamkeit erzielt.“